# هاميلتون غرين
هاميلتون غرين (بالإنجليزية: Hamilton Green)‏ هو سياسي غياني، ولد في 9 نوفمبر 1934 في جورج تاون في غيانا. نشط حزبياً في People's National Congress Reform ‏. وقد انتخب رئيس وزراء غويانا ‏.

## وصلات خارجية
- هاميلتون غرين على موقع إن إن دي بي (الإنجليزية)